# シャドーマスク
シャドーマスクとは、電子ビームを赤・緑・青に割り振るためのマスク。

## 概要
CRTの分野で使われているシャドーマスクは、電子ビームをRGBすなわち赤、緑、青の各色に割り振るためのものである。金属の薄い板に円形、または方形の穴が画素数分あけられた構造をしており画面表面のガラスのすぐ裏側に置かれる。（CRT方式のテレビ受像機や200X年ころまで使われたCRT方式のディスプレイにこの技術が関係した。）
類似のものとして格子状のスロットマスクやアパーチャーグリルがある。
シャドーマスクは電子線を浴び続け、熱を持つため、熱膨張しにくい素材が使用される。アパーチャーグリル方式に比べ、製造コストが安く、耐用年数が長い。構造の特徴上ドットピッチを小さくできるため、高精細表示が可能である。

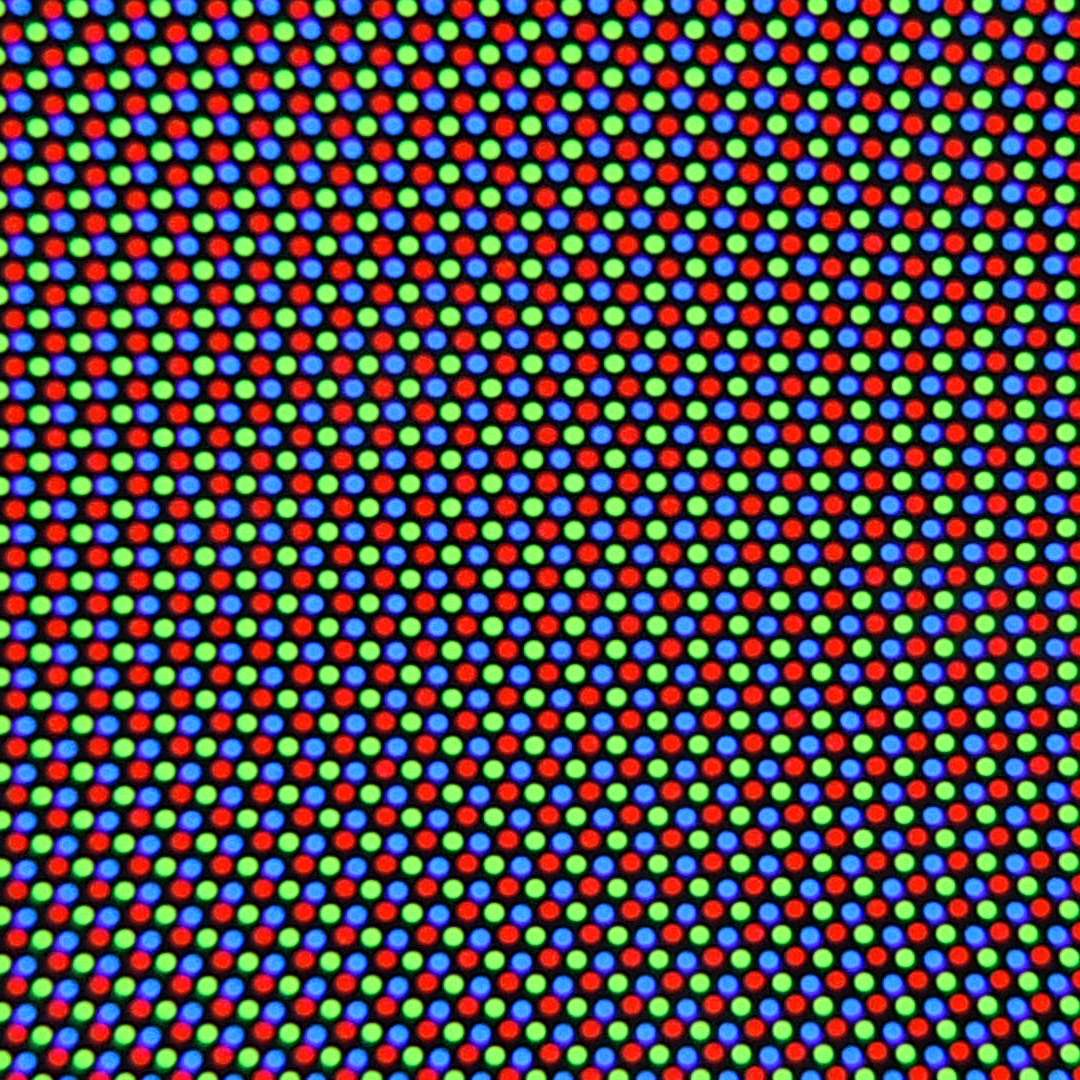
シャドーマスク方式の画面拡大図。
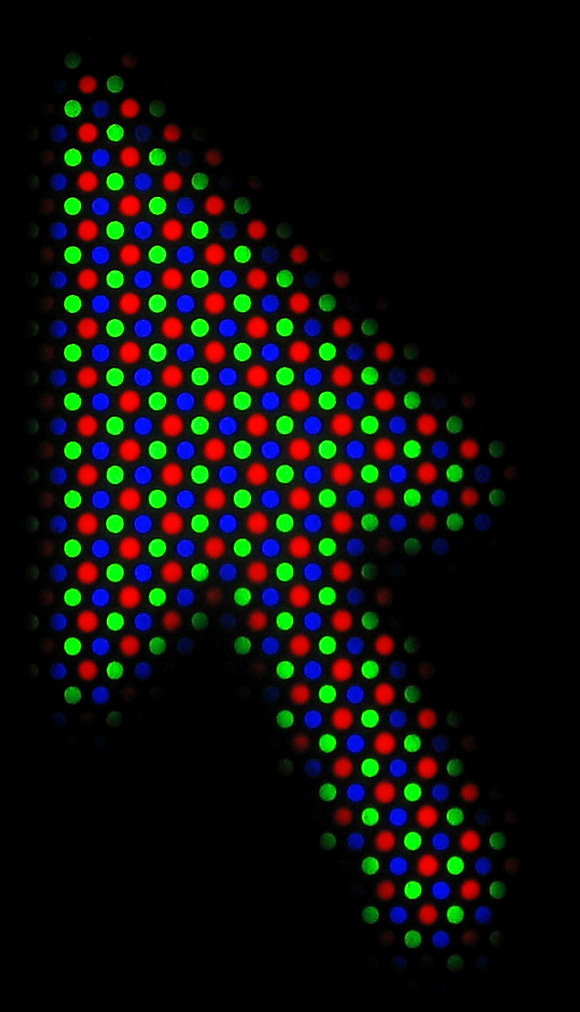
シャドーマスク方式によるマウスポインタの拡大図。